# Paltoga
Paltoga, en cyrillique Палтога, est une municipalité de Russie située dans l'oblast de Vologda, sur les rives du lac Onega, dans le Nord-Ouest du pays. Elle est créée le 27 juin 2001 par la fusion de plusieurs villages, Akulova, Aristova, Vasyukova, Korobeinikova, Kuznetsova, Paltogsky Perevoz, Ruhtinova, Semenova, Suhareva, Tronin, Ugolschina et Chebakova Yashkova, dont Kazakov, le centre administratif.
Selon le recensement de la population russe de 2002, elle compte 295 habitants en 2002, dont 135 hommes et 160 femmes, Russes à 99 %.
Elle compte deux églises orthodoxes : l'église de l'Épiphanie datant de 1733 et l'église Notre-Dame d'Omen datant de 1810. La restauration de l'église de l'Épiphanie effectuée en 1990 n'a pas été achevée si bien qu'une partie de l'église s'est écroulée le 27 janvier 2009.
Paltoga est desservie par la route régionale R37.